# كمال شاتيلا
كمال شاتيلا (10 يناير 1944 - 26 مايو 2023)، سياسي لبناني، ولد في مدينة بيروت، وترأس المؤتمر الشعبي اللبناني. درس العلوم السياسية والإدارية في الجامعة اللبنانية وساهم في تأسيس الاتحاد الوطني لطلاب الجامعة المذكورة.
أسس سنة 1965 «التنظيم الناصري - اتحاد قوى الشعب العامل» ذى التوجه القومي العربي. شارك في المعارك ضد الطرف اليميني، لكن ما لبث أن دخل شاتيلا في خلاف مع كمال جنبلاط، زعيم الحركة الوطنية بسبب سيطرة الشيوعيين على جنبلاط والحركة الوطنية آنذاك. أدى الخلاف إلى تأسيس شاتيلا الجبهة القومية والوطنية اللبنانية التي ترأسها منذ عام 1976. ساهم سنة 1980 في تأسيس المؤتمر الشعبي اللبناني. وبسبب خلافات مع النظام السوري آنذاك بقيادة الرئيس حافظ الأسد وبتحريض من نائبه عبد الحليم خدام، اضطر شاتيلا للانتقال إلى المنفى القسري وذلك بعد توجيه دعوة رسمية له للقاء الأسد. وعاش في المنفى بين سنتي 1984 و 2000 وذلك بسبب معارضته أسلوب إدارة الأزمة في لبنان وحرب المخيمات الفلسطينية.
وبعد أن أمضى سنوات في منفاه القسري بفرنسا بسبب عدم وجود استعداد عربي لإستقباله آنذاك، انتقل بعد اتصالات مع قادة في مصر للعيش في القاهرة ليعود بعد فترة إلى لبنان كاسراً الحصار بالإرادة الشعبية، حيث ساهمت حصانته الشعبية، التي نمت وتطورت في ظل الحصار على عكس ما توقعه النظام السوري، ساهمت في عودته عودة كريمة أتاحت له أن يبقى تحت الأنظار دائماً وخاصة أنه خاض مواجهات سياسية عنيفة مع خصمه اللدود آنذاك رفيق الحريري الذي تسلم زعامة الشارع السني.

## وصلات خارجية
- موقعه الشخصي
- كمال شاتيلا في برنامج قناة الجزيرة «زيارة خاصة».